# Bulimeulima
Genre
Bulimeulima est un genre de mollusques gastéropodes de la famille Eulimidae. Les espèces rangées dans ce genre sont marines et parasitent des échinodermes ; l'espèce type est Bulimeulima incolorata.

## Distribution
Les espèces sont distribuées dans le Nord de l'océan Atlantique.

## Liste d'espèces
Selon World Register of Marine Species (30 août 2017) :
- Bulimeulima incolorata (Thiele, 1912)
- Bulimeulima lentocontracta (Laws, 1941) †
- Bulimeulima magna Bouchet & Warén, 1986
- Bulimeulima rhopaloides Maxwell, 1992 †